# 斯科拉斯蒂克·姆卡松加
斯科拉斯蒂克·姆卡松加（法語：Scholastique Mukasonga，1956年—）為一位法籍盧旺達作家，出生於盧旺達已廢止的基孔戈羅省。2012年，姆卡松加本人獲得了勒諾多文學獎，其著作《尼羅河聖母》也於同年獲得阿瑪杜‧庫魯瑪獎。現居法國下諾曼第。

## 外部連結
- 个人网站 （页面存档备份，存于）